# Ons Eigen Tijdschrift
Ons Eigen Tijdschrift was een maandblad van de cacaofabriek Van Houten in Weesp, dat verscheen vanaf november 1922 tot eind 1936 en verkrijgbaar was voor consumenten van de cacao van deze firma. Bij een pond Van Houten Cacao kreeg men een bon die ingezonden kon worden, waarop toezending van een exemplaar van het maandblad volgde. Wie 12 pond per jaar kocht, ontving een jaargang van het blad.
Het blad vormde met zijn uiteenlopende artikelen een afspiegeling van de samenleving in de jaren twintig en dertig van de twintigste eeuw in Nederland. Voor de jeugd was een rubriek in het blad opgenomen onder de titel Voor onze Kinderen, met daarin kleurplaten, prentjes, versjes, verhalen en spelletjes.
Hoofdredacteur was D.J. van der Ven. Tal van bekende figuren uit de wereld der literatuur en kunst schreven een bijdrage, die meestal met een aantal tekeningen of foto’s versierd was.
Het omslag, de titelpagina en de vignetten in het blad waren ontworpen door Johan Briedé, die bij ongeveer 30 artikelen de illustraties verzorgde en in de periode 1928-1930 van een vijftal artikelen, buiten zijn tekeningen, ook de tekst schreef.

## Medewerkers aan het blad waren
- Willem Andriessen
- Henri Bakels
- Henri Berssenbrugge
- Wladimir Bielkine
- Hans Borrebach
- Johan Briedé
- Charivarius
- Fré Cohen
- Rie Cramer
- Pol Dom
- Jan Eigenhuis
- Jan Gratama
- Just Havelaar
- Wam Heskes
- Richard Heuckeroth
- Leon Holman
- Jkvr. J. de Jonge
- Louis Kalff
- Ro Keezer

- Marie Koenen
- Dirk Koster
- Han Krug
- Sjoerd Kuperus
- Titus Leeser
- Alfred Mazure
- Is. van Mens
- J.B. van Moerkerken
- Anton Pieck
- M.A.P.C. Poelhekke
- A.F.J. Portielje
- George van Raemdonck
- Catharina van Rennes
- Julius Röntgen
- Felix Rutten
- H. Salomonson
- Lodewijk Schelfhout
- Jan Schonk

- J.B. Schuil
- Rein Snapper
- Martin Spanjaard
- A.B. van Tienhoven
- Jeanne Tilbusscher
- Felix Timmermans
- Rinke Tolman
- David Tomkins
- Otto van Tussenbroek
- J.G. Veldheer
- Bernard Verhoeven
- Frans Vermeulen
- G. Versteeg
- H. Verstijnen
- Reinier de Vries
- A.B. Wigman
- Jan Wils
- Jo de Wit